# Svenska statistikfrämjandet
Svenska statistikfrämjandet är en ideell förening för statistiker, statistikanvändare och personer med allmänt intresse för statistik. 

## Historik
Föreningen har sitt ursprung i Statistiska föreningen, bildad 10 januari 1901 i Stockholm med dåvarande aktuarien Gustav Sundbärg som en av initiativtagarna. Denna förening hade till ändamål att utgöra ett samband mellan statistikens idkare och vänner samt att genom föredrag, diskussioner och referat bidra till utredande av frågor, som faller inom denna vetenskapsgrens område.
Den 13 mars 2008 bildades Svenska statistikfrämjandet genom ett samgående mellan Statistiska föreningen och det 1962 bildade Svenska statistikersamfundet. Föreningen ger ut tidningen "Qvintensen".